# Mário Fernandes
Mário Figueira Fernandes (russisch Марио Фигейра Фернандес; wiss. Transliteration Mario Figejra Fernandes; * 19. September 1990 in São Caetano do Sul) ist ein brasilianisch-russischer Fußballspieler, der seit 2023 bei Zenit St. Petersburg unter Vertrag steht.

## Karriere

### Verein
Die Jugendzeit verbrachte Mário Fernandes bei seinem Heimatverein São Caetano. Schließlich wurde er 2009 von Grêmio Porto Alegre verpflichtet, wo er noch im selben Jahr sein Profidebüt gegen Sport Recife in der Série A gab. Durch gute Leistungen in Brasilien wurden einige europäische Topclubs auf das Talent aufmerksam, sodass er im Sommer 2012 für eine Ablösesumme von etwa 15 Millionen € nach Russland zu ZSKA Moskau wechselte. In seiner ersten Saison wurde er auf Anhieb Stammspieler auf der Position des rechten Verteidigers und leistete somit seinen Beitrag zum Gewinn der Meisterschaft und des Pokals 2013. 2014 wurde er mit ZSKA ebenfalls Meister, verpasste einen Großteil der Saison jedoch aufgrund einer Knieverletzung. In der nachfolgenden Saison eroberte Fernandes sich seinen Stammplatz bei ZSKA zurück. In den folgenden Jahren gewann er mit dem Verein insgesamt sechs nationale Titel.

### Nationalmannschaft
Mário Fernandes wurde im Herbst 2014 erstmals für die A-Nationalmannschaft Brasiliens nominiert und debütierte dort am 14. Oktober bei einem 4:0-Testspielerfolg gegen Japan. Nachdem er die Absicht erklärt hatte, für Russland zu spielen, erhielt Mário Fernandes im Juli 2016 die russische Staatsbürgerschaft. Bei der WM 2018 in Russland schoss Fernandes im Viertelfinale in der 115. Minute den Treffer zum 2:2-Ausgleich gegen Kroatien. Seinen Elfmeter im nachfolgenden Elfmeterschießen als dritter russischer Schütze vergab er. Zur Fußball-Europameisterschaft 2021 wurde er in den Kader Russlands berufen, kam aber mit diesem nicht über die Gruppenphase hinaus.

## Erfolge
- Campeonato Gaúcho: 2010
- Russischer Meister: 2013, 2014, 2016
- Russischer Pokalsieger: 2013
- Russischer Supercupsieger 2013, 2014